# Queen of Montreuil
Pour plus de détails, voir Fiche technique et Distribution.
Queen of Montreuil est une comédie dramatique française réalisée par Sólveig Anspach, sortie en 2013.

## Synopsis
Agathe rentre du Viêt Nam avec les cendres de son mari qui, médecin du monde, est mort dans ce pays. À la douane de l'aéroport à Paris, le hasard la met à côté de deux Islandais — Anna et son fils Úlfur — dont la compagnie aérienne a fait faillite avec la crise financière qui frappe leur pays et sont restés bloqués en transit en provenance de la Jamaïque. Un peu sous la pression, mais en souvenir d'un séjour accueillant en Islande, elle offre l'hospitalité de sa maison, place de la Fraternité à Montreuil, pour quelques jours. Agathe n'arrive pas à faire son deuil et est incapable de mener à bien le montage de son film malgré l'aide de ses amis.
Anna et Úlfur sont deux personnages excentriques et décalés. La cinquantaine, Anna est poète et prend la vie comme elle vient, au gré des rencontres dont souvent il lui reste un enfant. Úlfur à 25 ans est une personne lunaire qui se cherche. Tous deux vont rapidement se fondre dans la vie bigarrée de cette banlieue parisienne: Anna en montant en haut d'une grue pour chercher l'inspiration et fumer un joint en toute tranquillité, Ulfùr en errant dans les allées du zoo de Vincennes désaffecté où l'on a oublié une otarie et son gardien.
Perdue dans son travail de deuil et certaines douloureuses révélations, Agathe trouve l'aide d'Úlfur et d'une légende islandaise qui explique que l'âme des morts doit trouver refuge dans un animal marin pour être en paix. Cela tombe bien car Fifi, l'otarie, déprime elle aussi, ce qui, toujours selon la légende nordique, viendrait du fait qu'elle n'est pas habitée par l'âme d'un homme.

## Fiche technique
- Titre : Queen of Montreuil
- Réalisation : Sólveig Anspach
- Scénario et dialogues : Sólveig Anspach et Jean-Luc Gaget
- Photographie : Isabelle Razavet
- Montage : Anne Riegel
- Musique : Martin Wheeler
- Décors : Marie Le Garrec
- Costumes : Karine Gruais
- Son : Jérôme Aghion et Éric Boisteau
- Producteur : Patrick Sobelman
- Production : Ex Nihilo et Mikros image
- Distribution : Diaphana Distribution
- Pays de production :  France
- Genre : comédie dramatique
- Durée : 1 h 27
- Date de sortie :  France - 20 mars 2013

## Distribution
- Florence Loiret Caille : Agathe
- Didda Jónsdóttir : Anna
- Úlfur Ægisson : Úlfur, le fils d'Anna
- Éric Caruso : Caruso,
- Samir Guesmi : Samir, le grutier
- Alexandre Steiger : Alexandre, le gardien du zoo de Vincennes
- Zakariya Gouram : Selim Loubna,
- François Tarot : Ludovic, un voisin
- Anne Morin : Virginie, une voisine
- Thomas Blanchard : Baptiste, le jeune homme en robe
- Bernard Bloch : Bernard, le chef de chantier
- Yves Pagès :
- Sophie Quinton : la maîtresse de Laurent, le mari d'Agathe
- Nicolette Love Suwonton : Nicolette
- Martin Potter : Krummi
- Charlotte Clamens : une amie d'Agathe
- Sophie Rodrigues : la voleuse de la robe de mariée d'Anna
- Christine Garrivet : une passante
- Frosti Runólfsson : Frosti

## Réception critique et publique
Thomas Sotinel dans Le Monde rappelle que les deux personnages islandais du films sont le prolongement de ceux du précédent opus de la réalisatrice, Back Soon. Bien que trouvant quelques limites au scénario, il souligne la « grâce et [la] précision » de la manière de filmer et le rôle central de Florence Loiret Caille « qui porte à elle seule toute la charge de mélancolie du film » ; avis entièrement partagés par Serge Kaganski dans Les Inrockuptibles. Jean Roy s'attache dans L'Humanité à mettre en avant le caractère poétique et onirique du film ainsi que l'importance des valeurs de « fraternité », en rappelant tous les aspects autobiographiques de l'œuvre de Sólveig Anspach. Gérard Lefort use de la métaphore de la « folie architecturale » pour décrire le film et fait un parallèle avec le cinéma de Jacques Tati qui présente le « même humour et amour des personnes qui sont des personnages, même façon de carburer au frappadingue ».
Plus dur, Pierre Murat, dans Télérama, s'il considère la cinéaste « douée » », n'en est pas moins agacé par ce type de film français qu'il qualifie d'« œuvrettes gentiment informes, sincères, souvent autobiographiques, tournées à l'arrache » manquant considérablement de moyens et considère que « la misère à ce degré-là […] peut devenir un piège » qu'il faut, au choix, cesser de produire ou « plus et mieux » aider financièrement. Cette critique générale sur le manque de moyens et la « débrouille » de ce « petit film aussi agaçant qu’attachant […] cachant quelques pépites au cœur de maladroites longueurs » est également reprise dans La Croix.
Sur l'ensemble de sa période d'exploitation en salles, le film a totalisé 50 319 entrées en France.

## Prix et récompenses
- Prix Lina Mangiacapre, Mostra de Venise, 2012